# Lavoir de l'Ayrolle
Le lavoir de l'Ayrolle est un lavoir situé à Millau, en France.

## Description
Le lavoir de l'Ayrolle est un lavoir construit en 1749 par l'ingénieur du Roi Ramon. Un bassin supérieur alimente deux bassins inférieurs. Il est cerné d'arcatures disposé en fer à cheval et fermée par une façade d'entrée donnant sur la rue et constituée par un portique d'ordre toscan à trois arcades couronnée d'un fronton et d'une balustrade. L'ensemble était à l'origine recouvert d'une toiture qui se serait effondrée en 1773.

## Localisation
Le lavoir est situé sur la commune de Millau, dans le département français de l'Aveyron.

## Historique
L'édifice est classé au titre des monuments historiques en 1931.